# Đường tỉnh 210
Đường tỉnh 210 hay tỉnh lộ 210, viết tắt ĐT210 hay TL210, là đường tỉnh ở huyện Trùng Khánh và Hà Quảng, tỉnh Cao Bằng, Việt Nam.

## Tuyến đường
Đường tỉnh 210 bắt đầu từ thị trấn Trà Lĩnh huyện Trùng Khánh, tại đó nối với các Đường tỉnh 211 và Đường tỉnh 205. 22°49′45″B 106°19′30″Đ / 22,82917°B 106,325°Đ
Đường đi hướng tây bắc, đến xã Nội Thôn thì có đoạn hướng tây.
Đến xã Lũng Nặm, huyện Hà Quảng thì ĐT210 nối vào Đường tỉnh 208. 22°57′2″B 106°5′28″Đ / 22,95056°B 106,09111°Đ
Đường tỉnh 210 được kéo dài tiếp từ bản Nậm Nhũng trung tâm xã Lũng Nặm về hướng tây bắc, đến Khu di tích Pác Bó xã Trường Hà .22°58′53″B 106°02′57″Đ / 22,981323°B 106,049057°Đ
Theo Quy hoạch tỉnh Cao Bằng thì Đường tỉnh 210 có điểm đầu tại Đức Long – Tà Lùng – Hắt Pắt – Cô Ngân – Thị Hoa – Thống Nhất – Quang Long – Lý Quốc. Điểm cuối tại Minh Long với tổng chiều dài 104 km. Toàn tuyến là đường tuần tra biên giới, mặt đường chủ yếu là cấp phối là 79 km, chỉ có 25 km đường nhựa đoạn từ Quang Long đến Lý Quốc.